# El dúo de "La Africana"
El dúo de "La Africana" és una sarsuela en un acte, amb llibret de Miguel de Echagaray i música de Manuel Fernández Caballero, estrenada al Teatro Apolo de Madrid, el 13 de maig de 1893. L'acció passa en un assaig on una companyia d'òpera està preparant una representació musical.